# Bataille de Saint-Colombin (1794)
Ne doit pas être confondu avec Bataille de Saint-Colombin (1793).
Guerre de Vendée
Batailles
La bataille de Saint-Colombin ou bataille de Pont-James a lieu le 10 février 1794 lors de la guerre de Vendée. Elle s'achève par la victoire des républicains.

## Prélude
Le 6 février 1794, les forces vendéennes de Charette et de Sapinaud s'emparent de la petite ville de Legé et l'évacuent presque aussitôt. Trois jours plus tard, elles sont signalées à Saint-Philbert-de-Grand-Lieu. Charette et Sapinaud envisagent alors d'attaquer la ville de Machecoul.
Cependant ils sont suivis depuis le 4 février par la colonne du général républicain Duquesnoy. Celui-ci arrive à Legé le 9 février et le lendemain, il se porte à leur rencontre du côté de Saint-Colombin.

## Forces en présence
Les effectifs des forces en présence sont mal connus. Dans son rapport, le général Duquesnoy estime à 4 000 le nombre des combattants vendéens,. Ducasse, le commandant républicain battu à Legé quatre jours plus tôt, n'avait cependant évalué le nombre des Vendéens qu'à 900, dont une centaine de cavaliers. Les historiens Lionel Dumarcet et Yves Gras évoquent 3 000 hommes,.
Du côté des républicains, le général Duquesnoy écrit dans son rapport avoir engagé sept de ses bataillons dans l'action. Yves Gras fait état de 4 000 hommes.

## Déroulement
Les républicains lancent l'attaque depuis le bourg de La Limouzinière. Les Vendéens sortent également de Saint-Philbert-de-Grand-Lieu. La rencontre a lieu à 2 heures de l'après-midi, à un quart de lieue du Pont-de-Noyers,,, aussi appelé Pont-James, près du bourg de Saint-Colombin,,. 
Une petite rivière sépare les deux camps. Sur le flanc gauche républicain, les tirailleurs engagent le combat avec l'avant-garde vendéenne lorsque celle-ci franchit la rivière. Le début de l'affrontement est à l'avantage des royalistes qui font reculer les patriotes,. Dans ses mémoires, le chef vendéen Pierre-Suzanne Lucas de La Championnière écrit que « trois fois les républicains furent enfoncés, trois fois ils nous repoussèrent tour à tour ». Dans son rapport, Duquenoy reconnait que « d'abord les brigands ont résisté et même avancé ».
Duquesnoy met sept bataillons en ordre de bataille, puis fait battre la charge,. Trois bataillons vendéens avec cinq drapeaux sortent alors d'un bois et se mettent à leur tour en bataille, « sans être cependant très alignés » selon Duquesnoy,. Les deux camps se fusillent pendant près d'une heure,.
Les républicains finissent par enfoncer les lignes vendéennes, qui se débandent,. Selon Duquesnoy, « chacun a jeté ses sabots et a fui avec précipitation dans les bois »,.
Les Vendéens profitent de la tombée de la nuit pour échapper à la poursuite des républicains. Dans ses mémoires, Lucas de La Championnière, écrit : « Notre fuite fut précipitée ; nous trouvions à chaque pas les corps des femmes et des enfants qui venaient d'être massacrés, et dans le bourg de la Limouzinière on en compta cent d'égorgées : la nécessité de marcher sur nous en sauva quelques-unes ». Les fuyards se replient en direction du sud-est et se rallient à La Grole, près du bourg de Rocheservière, où ils passent la nuit. 
Selon l'historien Lionel Dumarcet, certains points du récit de Lucas de La Championnière semblent cependant incohérents : « Il est impossible que les Royalistes fassent retraite ou soient repoussées sur La Limouzinière, puisque c'est de là que venaient les Bleus. On comprend également assez mal pourquoi les Vendéens cachèrent leurs canons avant le combat ! La mauvaise coordination de l'attaque, alors que les Blancs, aux dires de Lucas de La Championnière, étaient prévenus de l'arrivée des Bleus, et le mauvais choix du terrain montrent une fois encore les capacités manœuvrières très médiocres de Charette ».

## Pertes
Les pertes du combat ne sont pas connues avec précision. Dans son rapport à Turreau, rédigé le soir même du combat, Duquesnoy écrit que 800 Vendéens « ont mordu la poussière »,,. Le 16 février, il écrit dans un nouveau rapport : « Pour la marche des différentes colonnes, tu ordonnes de tout tuer et incendier. Pour ma part, j'estime que j'ai détruit 3 000 hommes, savoir 2 000 pris sans armes et 1 000 tués dans l'affaire du Pont-James »,.
Du côté des républicains, le général en chef Louis Marie Turreau écrit le 13 février au Comité de Salut public qu'une centaine de soldats blessés à Saint-Colombin ont été envoyés à Nantes.
L'historien Lionel Dumarcet donne quant à lui un bilan à 100 morts ou blessés pour les républicains et de 400 pour les Vendéens.
Le 2e bataillon des volontaires de Paris compte 4 hommes tués, 3 disparus et 1 blessé.

## Conséquences
Duquesnoy ne se lance pas à la poursuite des Vendéens par manque de pains et de cartouches. Il campe au Pont-James, où il reçoit l'ordre de Turreau de se porter sur Doué,. Il entre dans cette ville le 15 février, où Turreau lui envoie le même jour l'instruction de se porter sur Rennes, avant de lui donner un contre-ordre. Dans son courrier du 16 février, Duquesnoy avertit Turreau : « Tout ce qui reste aujourd'hui dans le sein de la Vendée est levé contre la République. Cette population n'ayant d'autre perspective que la famine et la mort, se défendra encore longtemps dans le pays qu'elle occupe, en évitant continuellement les fortes armées, ce a quoi elle réussira toujours dans un pays fourré et qu'elle connaît parfaitement ». 
Le lendemain du combat, les Vendéens se rendent à Saligny. Un différend oppose alors Charette à Sapinaud, dont les hommes se plaignent de ne pas avoir reçu de poudre malgré leur participation à la bataille de Legé. Bertrand Poirier de Beauvais, émissaire de l'armée d'Anjou, arrive sur ces entrefaites avec un projet d'alliance proposé par Stofflet,. Il tente, sans succès, de réconcilier les deux généraux,. Sapinaud se sépare de Charette et regagne son pays avec ses troupes. Poirier de Beauvais obtient cependant de Charette la promesse d'une rencontre avec Stofflet et Sapinaud à Montaigu, à une date indéterminée.